# III. Ágost lengyel király
III. Ágost (lengyelül: August III, litvánul: Augustas III; Drezda, Szászország, 1696. október 17. – Drezda, Szászország, 1763. október 5.), Lengyelország királya és Litvánia nagyfejedelme, valamint Szászország választófejedelme II. Frigyes Ágost (németül: Friedrich August II.) néven 1733-tól 1763-as haláláig. A Wettin-ház Albert-ágának második, egyben utolsó tagja a lengyel–litván trónon.
Ő volt Erős Ágost lengyel király egyetlen törvényes fia, aki apjához hasonlóan lutheránus hitéről áttért a római katolikus vallásra, ezzel biztosítva később jelöltségét a lengyel trónra. 1733 februárjában elhunyt édesapja, majd ezt követően kirobbant a lengyel örökösödési háború. Hogy külföldi támogatókat is szerezzen trónigényének, Ágost az 1713-as pragmatica sanctio elfogadásával elnyerte VI. Károly német-római császár támogatását, majd engedményeket tett Anna orosz cárnőnek, hogy növelheti befolyását Kurföldön. A külföldi támogatásnak köszönhetően, 1733. október 5-én megválasztották lengyel királynak és litván nagyfejedelemnek, elűzve a korábban francia támogatással a hatalmat megszerző Stanisław Leszczyńskit.
Ágost, apjához hasonlóan a művészetek nagy mecénása volt hazájában, Szászországban, míg a lengyel államügyeket főtanácsadójára, Heinrich von Brühlre bízta. Külpolitikájában támogatta Ausztriát Poroszországgal szemben az osztrák örökösödési és a hétéves háború során, utóbbi eredményképp Szászország porosz megszállás alá is került. Lengyelországban uralkodását a Poniatowski és a Czartoryski családok egyre növekvő befolyása, valamint Nagy Katalin cárnő lengyel belpolitikába való beavatkozása jellemezte. Uralkodása elmélyítette a társadalmi anarchiát az országban, és növelte a Nemzetközösség függőségét szomszédjaitól, nevezetesen Poroszországtól, Ausztriától és Oroszországtól. Halálát követően a lengyel–litván trónra nem valamely gyermeke, hanem a lengyel nemes, Stanisław August Poniatowski, az orosz cárnő szeretője lépett.
Ágost még 1719-ben vette feleségül Mária Jozefa főhercegnőt, a korábban elhunyt I. József német-római császár leányát. Feleségével való házasságából összesen tizenhat gyermeke született, amelyek közül nem mindegyiket ismernek el a történészek.

## Titulusai
III. Ágost király hivatalos megnevezése latinul: Augustus III, Dei Gratia rex Poloniae, magnus dux Lithuaniae, Russie, Prussiae, Masoviae, Samogitiae, Kijoviae, Volhyniae, Podoliae, Podlachiae, Livoniae, Smolensciae, Severiae, Czerniechoviae, nec non haereditarius dux Saxoniae princeps et elector etc.
Magyarul: III. Ágost Isten kegyelméből Lengyelország királya, Litvánia nagyhercege, Oroszország, Mazóvia, Szamogitia, Kijev, Volhínia, Podólia, Livónia, Szmolenszk, Severia, Csernyigov hercege, és ugyanúgy Szászország választófejedelme.

## Családfa
| III. János György szász választófejedelem sz. 1647.VI. 30. † 1691. IX. 12. | III. János György szász választófejedelem sz. 1647.VI. 30. † 1691. IX. 12. |                                                  |                                                  | Anna Zsófia dán királyi hercegnő sz. 1647. IX. 1. † 1717. VII. 1. | Anna Zsófia dán királyi hercegnő sz. 1647. IX. 1. † 1717. VII. 1. |  |  | Christian Ernst von Brandenburg-Bayreuth sz. 1645. † 1712. V. 10. | Christian Ernst von Brandenburg-Bayreuth sz. 1645. † 1712. V. 10. |                                                                                    |                                                                                    | Zsófia Lujza württembergi hercegnő sz. 1642. II. 19. † 1702. X. 13. | Zsófia Lujza württembergi hercegnő sz. 1642. II. 19. † 1702. X. 13. |
|                                                                            |                                                                            |                                                  |                                                  |                                                                   |                                                                   |  |  |                                                                   |                                                                   |                                                                                    |                                                                                    |                                                                     |                                                                     |
|                                                                            |                                                                            |                                                  |                                                  |                                                                   |                                                                   |  |  |                                                                   |                                                                   |                                                                                    |                                                                                    |                                                                     |                                                                     |
|                                                                            |                                                                            | II. (Erős) Ágost sz. 1670. V. 12. † 1733. II. 1. | II. (Erős) Ágost sz. 1670. V. 12. † 1733. II. 1. |                                                                   |                                                                   |  |  |                                                                   |                                                                   | Brandenburg–bayreuthi Krisztina lengyel királyné sz. 1671. XII. 29. † 1727. IX. 5. | Brandenburg–bayreuthi Krisztina lengyel királyné sz. 1671. XII. 29. † 1727. IX. 5. |                                                                     |                                                                     |
|                                                                            |                                                                            |                                                  |                                                  |                                                                   |                                                                   |  |  |                                                                   |                                                                   |                                                                                    |                                                                                    |                                                                     |                                                                     |
|                                                                            |                                                                            |                                                  |                                                  |                                                                   |                                                                   |  |  |                                                                   |                                                                   |                                                                                    |                                                                                    |                                                                     |                                                                     |
|                                                                            |                                                                            |                                                  |                                                  |                                                                   |                                                                   |  |  |                                                                   |                                                                   |                                                                                    |                                                                                    |                                                                     |                                                                     |

|                                                         |                                                         | Habsburg Mária Jozefa ur. 1699. XII. 8. † 1757. XI. 17. OO 1719. VIII. 20. | Habsburg Mária Jozefa ur. 1699. XII. 8. † 1757. XI. 17. OO 1719. VIII. 20. | III. (Szász) Ágost sz. 1696. X. 17. † 1763. X. 5.                            | III. (Szász) Ágost sz. 1696. X. 17. † 1763. X. 5.                            |                                                                 |                                                                 |                                                          |                                                          |
|                                                         |                                                         |                                                                            |                                                                            |                                                                              |                                                                              |                                                                 |                                                                 |                                                          |                                                          |
|                                                         |                                                         |                                                                            |                                                                            |                                                                              |                                                                              |                                                                 |                                                                 |                                                          |                                                          |
| Fryderyk August Wettyn sz. 1720. XI. 18. † 1721. I. 22. | Fryderyk August Wettyn sz. 1720. XI. 18. † 1721. I. 22. | Józef August Wettyn sz. 1721. X. 24. † 1728. III. 14.                      | Józef August Wettyn sz. 1721. X. 24. † 1728. III. 14.                      | Frigyes Keresztély szász választófejedelem sz. 1722. IX. 5. † 1763. XII. 17. | Frigyes Keresztély szász választófejedelem sz. 1722. IX. 5. † 1763. XII. 17. | Mária Amália spanyol királyné sz. 1724. XI. 24. † 1760. IX. 27. | Mária Amália spanyol királyné sz. 1724. XI. 24. † 1760. IX. 27. | Maria Małgorzata Wettyn sz. 1727. IX. 13. † 1734. II. 1. | Maria Małgorzata Wettyn sz. 1727. IX. 13. † 1734. II. 1. |
|                                                         |                                                         |                                                                            |                                                                            |                                                                              |                                                                              |                                                                 |                                                                 |                                                          |                                                          |
| Mária Anna Zsófia sz. 1728. XII. 29. † 1797. II. 17.    | Mária Anna Zsófia sz. 1728. XII. 29. † 1797. II. 17.    | Franciszek Ksawery Wettyn sz. 1730. XII. 25. zm. 1806. VI. 24.             | Franciszek Ksawery Wettyn sz. 1730. XII. 25. zm. 1806. VI. 24.             | Mária Jozefa Karolina sz. 1731. XI. 4. † 1767. III. 13.                      | Mária Jozefa Karolina sz. 1731. XI. 4. † 1767. III. 13.                      | Karol Krystian Wettyn sz. 1733. VII. 13. † 1796. VI. 16.        | Karol Krystian Wettyn sz. 1733. VII. 13. † 1796. VI. 16.        | Krystyna Wettyn sz. 1735. II. 12. † 1782. XI. 19.        | Krystyna Wettyn sz. 1735. II. 12. † 1782. XI. 19.        |
|                                                         |                                                         |                                                                            |                                                                            |                                                                              |                                                                              |                                                                 |                                                                 |                                                          |                                                          |
| Elżbieta Wettyn sz. 1736. II. 9. † 1818. XII. 24.       | Elżbieta Wettyn sz. 1736. II. 9. † 1818. XII. 24.       | Albert Kázmér sz. 1738. VII. 11 † 1822. II. 10.                            | Albert Kázmér sz. 1738. VII. 11 † 1822. II. 10.                            | Klemens Wacław Wettyn sz. 1739. IX. 28. † 1812. VII. 27.                     | Klemens Wacław Wettyn sz. 1739. IX. 28. † 1812. VII. 27.                     | Kunegunda Wettyn sz. 1740. XI.10. † 1826. IV. 8.                | Kunegunda Wettyn sz. 1740. XI.10. † 1826. IV. 8.                |                                                          |                                                          |